# Осс (футбольний клуб)
ТОП (нід. Tot Ons Plezier) — нідерландський футбольний клуб з міста Осс, Північний Брабант, який виступає в Еерстедивізі, другому дивізіоні в системі футбольних ліг Нідерландів. Заснований 1928 року під назвою ТОП (в перекладі з нідерландської — Для нашого задоволення), домашні матчі проводить на стадіоні «Франс Гесен», на якому базується з 1946 року.
Історія клубу включає численні підвищення та пониження в класі, а також деякі деякі періоди стабільного успіху. На початку 1990-х років закіпився в Еерстедивізі, другому дивізіоні чемпіонату Нідерландів. Найпринциповіший суперник — «Ден Босх».

## Історія

### Ранні роки (1928—1939)
За даними джерел, Тун Штайнгаузер й брати Піт та Кор ван Шиндель завжди після школи грали у футбол на центральній площі Юргенсплейн, в Оссі. 9 квітня 1928 року вище вказані особи вирішили заснувати клуб під назвою «Кляйн Маар Даппер» (КМД, у перекладі з нідерландської «Малі, але хоробрі»), але коли виявилося, що таку назву носить багато клубів, вибір впав на ТОП («Для нашого задоволення»). 7 травня 1930 року ТОП зіграв свій перший офіційний матч на полі на Моленштрааті, позаду готелю ван Велтен та поруч із місцевим кінотеатром. Поле мало вигляд голої, нерівної поверхні, вкритої піском з рідкісними пучками трави. Під час домашніх матчів воротарські стійки були позичені у пекарні Тонтьє ван Берген, яка на той час знаходилась у Нойве Бруверстрат. ТОП у сезоні 1930/31 років представляли дві команди, обидві виступали в місцевому дивізіоні Еерстеклас Масбурт. Перша команда вийшла в Дердеклассе Королівської федерації футболу Нідерландів (KNVB), де виступала протягом найближчих років.
Свій перший трофей команда здобула 1939 року, вигравши Дердеклассе Е. Таким чином, ТОП кваліфікувався в плей-оф за право виходу в Тведеклассе, де команді довелося зустрітися зі «СВ Невело» з Остервейка та «Геро» з Бреди. Обидві команди вже пройшли кваліфікацію, й підвищення в класі стало фактом.

### Темні 1940-ві роки
З наближенням Другої світової війни у вересні 1939 року німецька армія захопила тодішню домашню арену ТОП, Гементелейк Спортпарк Осс. Наприкінці серпня 1939 року загроза війни в Європі дедалі посилювалася, і 28 серпня уряд Нідерландів оголосив загальну мобілізацію армії та флоту. Оскільки багато футболістів у віці від 20 до 35 років також були мобілізовані, а графік руху поїздів також порушився, КНВБ вирішив перенести матчі чемпіонатів, заплановані на 3 та 10 вересня. 9 вересня 1939 року КНВБ ухвалив рішення про заснування Нодкомпетітьє («надзвичайного змагання») на заміну регулярним чемпіонатам. У новоствореному иурнірі команди розділяли за географічною ознакою, а не за силою, не було підвищення та пониження в класі, а протести проти рішень суддів не могли бути подані. Сезон розпочався 24 вересня, на тиждень пізніше запланованого старту регулярного сезону. ТОП потрапив у Тведеклассе Б, де вони, серед інших, грали з «СК Хельмондією», ВВВ та «РКВВ Вільгельміною». Змагання закінчились лише після декількох зіграних матчів, коли німецька армія вторглася в Нідерланди 10 травня 1940 року. Змагання зупинили на декілька тижнів, але вже наприкінці травня їх відновили. Повсякденне життя, однак, було порушено, але під тиском німецьких окупаційних військ життя повинно було виглядати якомога «нормальнішим».
Після того, як 5 вересня 1944 року німецькі окупанти на Доле Дінсдаг в Нідерландах оголосили надзвичайний стан, КНВБ вирішив припинити всі змагання. 1940–45 роки також ознаменувались трагічним періодом для ТОП, оскільки двоє їх гравців, Пінс ван дер Аа та Уго Брінкман, назавжди втратили здатність грати під час воєнних дій.
Невизначена ситуація склалася в Нідерландах у вересні 1944 року, коли були звільнені південні провінції, в тому числі й Осс 27 вересня 1944 року. У той час як решта країни все ще перебувала у стані війни, союзні солдати провели матч бенефіціарів 14 жовтня 1944 року проти збірної команди міста Осс. Місцем пам'ятного матчу є Гементелейк Спортпарк Осс на Берґемзевезі, який німецькі солдати захопили під час окупації в 1939 році. До складу команди Королівських ВПС входили: Спенсер (воротар), Даубер, Спайкінг, Персіваль, Вадделл, Шеперд, Мартін, Леві, Філліпс, Конве і Тейлор. Виручка від матчу становила приблизно 3300 гульденів, і вона надходила жертвам війни з Оссу.
Ще одна війна стала центром уваги після визволення в 1945 році. 28 вересня 1947 року ТОП зіграв проти команди «Де рест ван Осс», який завершився з нічийним рахунком 2:2. Виручка від матчу надходила нідерландським солдатам у Нідерландській Ост-Індії. Матч провели за допомогою організацій «Нідерланди-Індія» та Католек Туйсфронт МОО Осс.

### Перемога в Тведеклассе (1949—1953)
Протягом багатьох років ТОП виступав серед лідерів Тведеклассе, змагаючись за чемпіонство. У 1949 році «Осс» виграє Тведеклассе А. Вирішальний матч зіграли 30 січня 1949 року, де ТОП вдома на Гешевезі грав проти найпринциповішого суперника, ВВ ДЕСКа з Катшевела. Перед заповненим стадіоном, в якому того сезону перебувало в середньому 2500 глядачів, ТОП виправдала свої високі очікування й перемогла ДЕСК з рахунком 2:0, щоб забезпечити собі чемпіонський титул. Однак головний тренер Янус Спійкерс не зміг повторити подвиг у плей-оф для подальшого підвищення в класі. Чемпіонство у Тведеклассе А не дозволило вийти до Еерстеклассе.

### Перші роки професіоналізму (1954—1957)
У 1950-х роках ТОП завершував більшість сезонів у верхній частині чемпіонату. Керівництво побачило позитивний шлях у майбутнє, й коли КНВБ почав обирати клуби для професіональних футбольних змагань, керівництво клубу подало заявку на отримання професіональної ліцензії, оскільки не хотіло відставати від інших футбольних колективів провінції Брабант. Тому, станом на сезон 1955/56 років «Осс» брав участь у професіональних змаганнях під егідою КНВБ. У перший для себе професіональний рік команда виступала в Еерстеклассе C (перший дивізіон). Стадіон на «Геесшвег» мав трибуни без даху, переважно у вигляді терас. Професійний футбол у Нідерландах випадковим чином розділили на чотири перші дивізіони, з загальною кількістю близько 80 клубів. У дебютному сезоні 1955/56 років ТОП вдалося виграти п'ять із тридцяти матчів, окрім цього команда 5 разів зіграла внічию й програли двадцять поєдинків, набравши лише п'ятнадцять очок. Однак «ВВ Цвартемер» пройшов турнірну дистанцію ще гірше, й «Осс» фінішував передостаннім. ТОП вилетів вже в першому ж розіграші нового чемпіонату, разом з УВС з Лейдена та ДГК з Делфт. Незважаючи на зацікавленість місцевих вболівальників у першому сезоні, в середньому понад 5000 глядачів на кожному матчі, перехід до професіоналізму нспочатку не був успішним.
Напередодні старту сезону 1956/57 років КНВБ футбольні змагання розділив на один найвищий дивізіон Ередивізі, один другий дивізіон Еерстедивізі та два дивізіони Твеедедивізі. ТОП у сезоні 1956/57 років змагався у групі Б Твеедедивізі. Клубу знову довелося боротися за виживання, вдалося лише виграти три з 28 матчів, проти ВВ ОНА з Гауди, «ВВ де Валк» з Валкенсваарда та «Неймегена». ТОП витягнув коротку соломинку й фінішував останнім у групі з різницею забитих та пропущених м'ячів 42:90. Після двох безуспішних сезонів на професіональному рівні клуб зрештою вирішив добровільно повернутися до аматорського футболу Твеедеклассе. Таким чином, ТОП став першим із
восьмидесяти професіональних клубів, які повернули свою ліцензію до КНВБ. Ян Гуйненк, який грав у команді на позиції центрального захисника в напівпрофесіональні роки, згодом заявив: «Було непросто. TOP був невеликим клубом, який відчував великі труднощі у пошуку спонсорів. Насправді, так[а ситуація спостерігається] й сьогодні».

### Повернення на професіональний рівень (1991—1999)
Після десятиліть на аматорському рівні, на початку 1990-х років в «Оссі» почали задумуватися над повернення на професіональний рівень. Дослідження ринку показали, що громадська підтримка була достатньою для професіональної підготовки. КНВБ також підтримав перехід до професіонального дивізіону Еерстедивізі, оскільки всі умови, як спортивні, так і фінансові, можуть бути виконані. Правління змогло переконати членів клубу, що ТОП бажає зробити крок уперед до професіонального футболу — знову — і на загальних зборах голосування підтвердило, що ТОП повертається у професіонального футболу.
Офіційне повернення клубу на професіональний рівень датується 17 серпня 1991 року, де «Осс» зіграв свій перший матч на виїзді проти «Геренвена». Піт Схрейверс став тренером першої команди, а Пітер Вуббен увійшов в історії команди, відзначившись першим голом за клуб у чемпіонаті після повернення до професіонального футболу. Під керівництвом головних тренерів Шрейверса (1992–93), Ганса Дорджі (1994–95) та Лекса Шонмейкера (1997–98) ТОП фінішував у верхній половині таблиці Еерстедивізі. Клуб використовував назву ТОП до 1994 року, коли його перейменовано в «ТОП Осс», щоб чіткіше відображати місто походження.

### Злети та падіння у першому дивізіоні (2000—2010)
Перше десятиліття нового тисячоліття ознаменувалися для клубу різними успіхами. Перший сезон на чолі з Вімом ван Цвамом закінчився гідним 10-м місцем. Стефан Янсен з 30-ма голами став найкращим бомбардиром Еерстедивізі 2000/01 років. Наступний сезон завершився драматично, оскільки ТОП Осс пропустив 100 м'ячів і закінчив чемпіонат у нижній частині таблиці, через що відбудеться серйозне очищення складу. Однак через відсутність вильоту з другого дивізіону у вище вказаному сезоні, ТОП Осс не понизився в класі. Потім Гаррі ван ден Гем обійняв посаду нового головного тренера і вивів команду на дев'яте місце в таблиці ліги.
Роки слави справді розпочалися лише з 2005 року, коли Ганс де Конінг був призначений новим головним тренером клубу. Колишній воротар приводить «ТОП Осс» до двох чемпіонських титулів, а команда тричі за п'ять років претендувала на участь у плей-оф за право підвищитися в класі. Де Конінг створив успішну команду, яка базувалася навколом місцевих талановитих футболістів, зокрема Барта ван Гінтум, Ерік Квекель, Тоні де Грут і Реджиліо Джейкобс. У рамках святкування 25-ї річниці професіонального футболу вболівальники визнали Де Конінга найкращим тренером «ТОП Осса» з 1991 року.
Влітку 2009 року клуб перейменували в «Осс», щоб відокремити професіональну секцію клубу від аматорської. Через десять місяців клуб пережив історичну низьку точку. Після напруженої битви за виживання з «Тельстарем» та «Фортуною» (Сіттард), програвши фінальний матч (1:5) МВВ (Маастрихт) та вилетів у Топклассе. Таким чином, вони стали першим клубом, який вилетів до третього рівня нідерландського футболу за понад сорок років, після того, як КНВБ реформував структуру чемпіонату, щоб об'єднати професійні та аматорські футбольні ліги.

### Чемпіони третього дивізіону та рекордний рік (2011— наш час)
Після ганебного вильоту Дірка Гесена підвищують з помічника на посаду головного тренера й ставлять завдання повернути клуб до Еерстедивізі. Команда провела потужний сезон 2010/11 років, при цьому програла лише в матчі проти «Кейка» (1:2), а це означало, що клуб виграв недільну групу Топклассе 2010/11. У вирішальному матчі «Осс» переміг «Ахіллес'29» з рахунком 2:0, завдяки голам Жана Блека та Джеффрі Галати. Потім команда програла матч за титул чемпіона Топклассе «АйДжельмеервогельсу» із суботньої групи (0:4).. Однак «АйДжельмеервогельс» вирішив відмовитися від підвищення в класі через фінансові причини й вирішив продовжувати функціонувати як аматорський клуб, а це означало, «Осс» забезпечив собі можливість підвищитися в класі, незважаючи на результат у фінальній грі чемпіонату.
Після повернення до Еерстедивізіону «Осс» чергував успішний сезон з невдалим сезоном. Під керівництвом головного тренера Дірка Гесена (2011—2012) команда демонструє вражаючий футбол і забиває багато м'ячів. На чолі з Антоном Янссеном (2012–13) та Класом Вельсом (2017—2018) на посаді головних тренерів, «Осс» змагається за місце в плей-оф за підвищення в класі протягом більшої частини сезону, але зрештою програє цю боротьбу. Однак, коли Віл Боссен приходить на тренерський місток, команді вдалося поборотися в плей-оф за право підвищитися в класі, оскільки 27 лютого 2015 року вони виграли третій чемпіонський титул. З такими ключовими гравцями, як Кевін ван Він, Джонатан Опоку, Лук Купманс, Джастін Матьє та Раян Санусі, «Осс» закінчує сезон на дев'ятому місці.
У листопаді 2017 року було оголошено, що до початку сезону 2018/19 років клуб буде перейменований у «ТОП Осс». Сезон також став найкращим в історії клубу. Багато клубних рекордів було побито в сезоні 2018/19 років. «ТОП Осс» ніколи не фінішував так високо в турнірній таблиці чемпіонату (6-те місце); ніколи не набирав таку кількістю очок (62); і ніколи команда не вигравала стільки матчів (18). Однак під керівництвом головного тренера Велса команда поступилася у другому раунді плей-оф за право підвищитися в класі «Спарті» (Роттердам) (з загальним рахунком 0:5). Наступний сезон (2019/20) був нестабільним. У кубку Нідерландів команда дійшла до 1/8 фіналу, на шляху до якої зустрілася з третьої командою Дердедивізі «Осс'20». У 1/8 фіналу «Осс» вдома на стадіоні Франса Гесена зустрівся з АЗ. У чемпіонаті результати були суперечливими. Однак сезон скоротили через заходи, вжиті для боротьби зі спалахом COVID-19.

## Досягнення
- Топклассе
  -  Чемпіон (1): 2010/11 (недільна група)
  -  Срібний призер (1): 2010/11

## Статистика виступів у національному чемпіонаті
Нижче наведена статистика виступів «ТОП Осс» у національних змаганнях з моменту запровадження професіонального футболу в 1956 році.
| Виступи в національних змаганнях з 1956 року | Виступи в національних змаганнях з 1956 року | Виступи в національних змаганнях з 1956 року            | Виступи в національних змаганнях з 1956 року | Виступи в національних змаганнях з 1956 року |
| Нац. чемпіонат                               | Місце в чемпіонаті                           | Кваліфікація до                                         | сезон у кубку Нідерландів                    | Результат у кубку                            |
| -------------------------------------------- | -------------------------------------------- | ------------------------------------------------------- | -------------------------------------------- | -------------------------------------------- |
| Еерстедивізі 2019–20(C)                      | 16-те                                        | –                                                       | 2019–20                                      | 1/8 фіналу                                   |
| Еерстедивізі 2018–19                         | 6-те                                         | плей-оф за підвищення/пониження в класі: без підвищення | 2018–19                                      | другий раунд                                 |
| Еерстедивізі 2017–18                         | 15-те                                        | –                                                       | 2017–18                                      | перший раунд                                 |
| Еерстедивізі 2016–17                         | 15-те                                        | –                                                       | 2016–17                                      | перший раунд                                 |
| Еерстедивізі 2015–16                         | 19-те                                        | –                                                       | 2015–16                                      | другий раунд                                 |
| Еерстедивізі 2014–15                         | 9-те                                         | плей-оф за підвищення/пониження в класі: без підвищення | 2014–15                                      | другий раунд                                 |
| Еерстедивізі 2013–14                         | 19-те                                        | –                                                       | 2013–14                                      | перший раунд                                 |
| Еерстедивізі 2012–13                         | 10-те                                        | –                                                       | 2012–13                                      | другий раунд                                 |
| Еерстедивізі 2011–12                         | 14-те                                        | –                                                       | 2011–12                                      | 1/8 фіналу                                   |
| Топклассе 2010–11                            | 1-ше                                         | Еерстедивізі (підвищення)                               | 2010–11                                      | третій раунд                                 |
| Еерстедивізі 2009–10                         | 19-те                                        | Топклассе (вибування)                                   | 2009–10                                      | другий раунд                                 |
| Еерстедивізі 2008–09                         | 14-те                                        | плей-оф за підвищення/пониження в класі: без підвищення | 2008–09                                      | другий раунд                                 |
| Еерстедивізі 2007–08                         | 8-ме                                         | плей-оф за підвищення/пониження в класі: без підвищення | 2007–08                                      | другий раунд                                 |
| Еерстедивізі 2006–07                         | 17-те                                        | –                                                       | 2006–07                                      | другий дивізіон                              |
| Еерстедивізі 2005–06                         | 11-те                                        | плей-оф за підвищення/пониження в класі: без підвищення | 2005–06                                      | другий дивізіон                              |
| Еерстедивізі 2004–05                         | 16-те                                        | –                                                       | 2004–05                                      | 1/4 фіналу                                   |
| Еерстедивізі 2003–04                         | 11-те                                        | –                                                       | 2003–04                                      | перший раунд                                 |
| Еерстедивізі 2002–03                         | 9-те                                         | –                                                       | 2002–03                                      | другий раунд                                 |
| Еерстедивізі 2001–02                         | 18-те                                        | –                                                       | 2001–02                                      | груповий етап                                |
| Еерстедивізі 2000–01                         | 10-те                                        | –                                                       | 2000–01                                      | третій раунд                                 |
| Еерстедивізі 1999—2000                       | 18-те                                        | –                                                       | 1999–00                                      | груповий раунд                               |
| Еерстедивізі 1998–99                         | 16-те                                        | –                                                       | 1998–99                                      | груповий етап                                |
| Еерстедивізі 1997–98                         | 7-ме                                         | –                                                       | 1997–98                                      | другий раунд                                 |
| Еерстедивізі 1996–97                         | 11-те                                        | –                                                       | 1996–97                                      | другий раунд                                 |
| Еерстедивізі 1995–96                         | 12-те                                        | –                                                       | 1995–96                                      | другий раунд                                 |
| Еерстедивізі 1994–95                         | 9-те                                         | –                                                       | 1994–95                                      | груповий етап                                |
| Еерстедивізі 1993–94                         | 18-те                                        | –                                                       | 1993–94                                      | другий раунд                                 |
| Еерстедивізі 1992–93                         | 9-те                                         | –                                                       | 1992–93                                      | четвертий раунд                              |
| Еерстедивізі 1991–92                         | 19-те                                        | –                                                       | 1991–92                                      | четвертий раунд                              |
| 1957-91                                      | не виступав на професіональному рівні        |                                                         | 1957–91                                      | –                                            |
| Твідедивізі 1956–57                          | 15-те (група Б)                              | Добровільний виліт в аматорський чемпіонат              | 1956–57                                      | другий раунд                                 |

## Відомі гравці
- / Хеннос Асмелаш
- Дейв Зафарін
- Феліціано Зхюссхен
- Айртон Статі
- Елвін Фортес

## Відомі тренери
- Піт Схрейверс (1991—1993)
- Адрі Костер (1995—1997)